# Frédéric Pierrot
Frédéric Pierrot (Boulogne-Billancourt, 17 september 1960) is een Frans acteur.

## Leven en werk

### Opleiding en eerste jaren in de filmwereld
Frédéric Pierrot gaf al gauw zijn opleiding wiskunde op om naar de Verenigde Staten te reizen waar hij in aanraking kwam met de wereld van het entertainment. Terug in Frankrijk begon hij acteerlessen te volgen. Ondertussen verdiende hij de kost als decorbouwer-machinist op diverse filmsets.
Pierrots filmcarrière was gelanceerd toen Bertrand Tavernier hem een bijrolletje gaf in het Eerste Wereldoorlogsdrama La Vie et rien d'autre (1989). Tavernier bedacht hem ook met bijrolletjes in L.627 (1992), een drama over anti-drugsbrigades, en in Capitaine Conan (1996), nog een Eerste Wereldoorlogsdrama. Later gaf Tavernier hem een belangrijker rol in Holy Lola (2004), een drama rond de adoptie van een buitenlands kind. In die tijd werd Pierrot wel meer gevraagd door gevestigde cineasten zoals Claude Pinoteau,  Jean-Luc Godard en Bertrand Blier. 
Hij kreeg essentiëlere rollen in twee films die hun inspiratie vonden in de strijd voor democratie in de 20e eeuw: in het historisch oorlogsdrama Land and Freedom (Ken Loach, 1995) speelde hij een Franse vrijwilliger die deel uitmaakte van de Internationale Brigades tijdens de Spaanse Burgeroorlog. Hij was tevens te zien in het tijdens de Anjerrevolutie in Portugal gesitueerd historisch drama Capitaines d'avril (2000) dat werd geregisseerd door de Portugese actrice Maria de Medeiros. In diezelfde periode kreeg hij nog een opgemerkte bijrol in de succesrijke tragikomedie Une hirondelle a fait le printemps (2001), een ode aan het wegkwijnende Franse plattelandsleven.

### Een steeds drukkere filmcarrière in de 21e eeuw
Het waren vooral debuterende jongere filmregisseurs die Pierrot met een rol bedachten. Onder hen opvallend veel vrouwelijke cineasten. Hij draaide tussen 2007 en 2012 zeven films onder regie van een vrouw. Zo viste Emmanuelle Cuau hem weer op voor Très bien, merci (2007), en dit ruim twintig jaar na zijn rol als gedreven motorrijder in de tragikomedie Circuit Carole (1995). Pierrot vertolkte onder meer ook de vriend van een politiek geëngageerde feministe in de tragikomedie Parlez-moi de la pluie van Agnès Jaoui (2008). 
Schrijver Philippe Claudel deed een beroep op Pierrot voor zijn regisseursdebuut Il y a longtemps que je t'aime (2008), een aangrijpend drama rond ex-gedetineerde Kristin Scott Thomas. Twee jaar later speelde Pierrot de man van Scott Thomas in Haar naam was Sarah (2010). In dit historisch drama, gebaseerd op de gelijknamige bestseller van Tatiana de Rosnay, vertolkte Scott Thomas een journaliste die een onderzoek voert naar wat zich heeft afgespeeld in juli 1942 in de Velodrome d'Hiver.
2011 bracht Pierrot twee opvallende dramatische rollen: in het veelvuldig bekroonde en genomineerde drama La guerre est déclarée (Valérie Donzelli) vertolkte hij de chirurg die alles in het werk stelt om het leven van een tweejarig jongetje met een zeldzame hersentumor te redden en in de dramatische misdaadfilm Polisse (Maïwenn) speelde hij de stuurse opvliegende maar goedmenende baas van de cel jeugdbescherming van de Parijse gerechtelijke politie, een rol die hem een nominatie voor de César voor beste mannelijke bijrol opleverde. 
In 2012 was hij de vader van een meisje dat meedingt naar de titel in een internationale snelheidswedstrijd voor typisten in de komedie Populaire, een bescheiden succes aan de kassa dat vijf keer werd genomineerd voor de Césars. In 2013 vertolkte hij opnieuw een vaderfiguur: de stiefvader van het meisje dat zich prostitueert in Ozons drama  Jeune et Jolie. Hij zette zijn portrettering van vaders voort in de komedies L'Année prochaine (2014) en Toute première fois (2015).  
Hij werkte mee aan de twee laatste films van René Féret: hij nam de hoofdrol van cineast voor zijn rekening in de autobiografisch getinte komedie Le Prochain Film (2013) en hij belichaamde Leo Tolstoj in de dramatische biopic Anton Tchekhov-1890 (2015).

### Televisie
Sinds het begin van de jaren negentig is Pierrot heel regelmatig op het kleine scherm te zien. In de televisieserie L'État de Grace (2006) was hij de partner van Grace Bellanger (Anne Consigny), de eerste vrouwelijke president van Frankrijk. Hij vond Anne Consigny als levenspartner terug in het mysteryverhaal Les Revenants (2012-2015) waarin hij de rol speelde van de vader van het 15-jarig meisje dat een van de 'verrezen' overledenen is. Deze televisieserie was gebaseerd op de gelijknamige film uit 2004 waarvoor Pierrot ook was gecast.

## Filmografie (langspeelfilms)
- 1987 - Papillon du vertige (Jean-Yves Carrée)
- 1989 - La Vie et rien d'autre (Bertrand Tavernier)
- 1991 - La Neige et le Feu (Claude Pinoteau)
- 1992 - L.627 (Bertrand Tavernier)
- 1992 - Les Arpenteurs de Montmartre (Boris Eustache)
- 1993 - Comment font les gens (Pascale Bailly) (middellange film)
- 1995 - Land and Freedom (Ken Loach)
- 1995 - Circuit Carole (Emmanuelle Cuau)
- 1996 - Mon homme (Bertrand Blier)
- 1996 - Les Aveux de l'innocent (Jean-Pierre Améris)
- 1996 - For Ever Mozart (Jean-Luc Godard)
- 1996 - Capitaine Conan (Bertrand Tavernier)
- 1997 - Port Djema (Éric Heumann)
- 1997 - Inside / Out (Rob Tregenza)
- 1997 - Artemisia (Agnès Merlet)
- 1998 - Disparus (Gilles Bourdos)
- 1998 - Dis-moi que je rêve (Claude Mouriéras)
- 1998 - Ça ne se refuse pas (Éric Woreth)
- 1998 - À vendre (Laetitia Masson)
- 2000 - La Vie moderne (Laurence Ferreira Barbosa)
- 2000 - Capitaines d'avril (Maria de Medeiros)
- 2001 - Une hirondelle a fait le printemps (Christian Carion)
- 2001 - La Fille de son père (Jacques Deschamps)
- 2001 - Imago (Marie Vermillard)
- 2002 - Les Diables (Christophe Ruggia)
- 2002 - Va, petite! (Alain Guesnier)
- 2003 - Monsieur N. (Antoine de Caunes)
- 2003 - Inquiétudes (Gilles Bourdos)
- 2003 - Cette femme-là (Guillaume Nicloux)
- 2004 - Clara et moi (Arnaud Viard)
- 2004 - Immortel, ad vitam (Enki Bilal)
- 2004 - Les Revenants (Robin Campillo)
- 2004 - Holy Lola (Bertrand Tavernier)
- 2005 - Avant l'oubli (Augustin Burger)
- 2005 - La Ravisseuse (Antoine Santana)
- 2007 - Très bien, merci (Emmanuelle Cuau)
- 2007 - Les Fourmis rouges (Stephan Carpiaux)
- 2008 - Il y a longtemps que je t'aime (Philippe Claudel)
- 2008 - Parlez-moi de la pluie (Agnès Jaoui)
- 2010 - Sans queue ni tête (Jeanne Labrune)
- 2010 - Haar naam was Sarah (Elle s'appelait Sarah) (Gilles Paquet-Brenner)
- 2011 - En ville (Valérie Mréjen en Bertrand Schefer)
- 2011 - La guerre est déclarée (Valérie Donzelli)
- 2011 - Polisse (Maïwenn)
- 2012 - La Cerise sur le gâteau (Laura Morante)
- 2012 - Au cas où je n'aurais pas la palme d'or (Renaud Cohen)
- 2012 - Populaire (Régis Roinsard)
- 2013 - Jeune et Jolie (François Ozon)
- 2013 - Le Prochain Film (René Féret)
- 2014 - L'Année prochaine (Vania Leturcq)
- 2015 - Toute première fois (Noémie Saglio en Maxime Govare)
- 2015 - Anton Tchekhov-1890 (René Féret)
- 2015 - Marguerite et Julien (Valérie Donzelli)
- 2015 - Les Bêtises (Alice en Rose Philippon)
- 2016 - Chocolat (Roschdy Zem)
- 2016 - Road Games (Abner Pastoll)
- 2017 - Espèces menacées (Gilles Bourdos)
- 2017 - Luna (Elsa Diringer)
- 2018 - À deux heures de Paris (Virginie Verrier)
- 2018 - Place publique (Agnès Jaoui)
- 2018 - Grâce à Dieu (François Ozon)
- 2019 - Persona non grata (Roschdy Zem)
- 2019 - Hors Normes (Olivier Nakache en Éric Toledano)
- 2019 - Madre (Rodrigo Sorogoyen)
- 2020 - Seize Printemps (Suzanne Lindon)

## Nominatie
- 2012 - Polisse : César voor beste mannelijke bijrol

- Bibliothèque nationale de France: cb142160430 (data)
- Gemeinsame Normdatei: 1050739043
- International Standard Name Identifier: 0000 0003 6722 2858
- Library of Congress Control Number: no2004022360
- MusicBrainz: a9c7c9a8-8c9c-4e33-ad5f-9cd6dcfd6024
- Nationale Bibliotheek van Tsjechië: xx0190280
- Nationale Bibliotheek van Israël: 987007457544305171
- Nederlandse Thesaurus van Auteursnamen: 370113284
- Système universitaire de documentation: 060371234
- Virtual International Authority File: 231015449
- WorldCat: E39PBJp9pQ8tWYXJftPfqrbPQq